# オキナワトカゲ
オキナワトカゲ（沖縄蜥蜴、学名：Plestiodon marginatus）は、爬虫綱有鱗目トカゲ科トカゲ属に分類されるトカゲ。別名、リュウキュウトカゲ。

## 分布
日本（沖縄諸島、トカラ列島（宝島、小宝島）、奄美諸島（喜界島、徳之島、沖永良部島、与論島））固有種
沖縄諸島のほとんどに生息していたが、イタチやマングースの移入により、一部の島において絶滅もしくは減少している。

## 分類
オキナワトカゲ（P. marginatus）には次の二亜種が確認されている。
- P. m. marginatus Hallowell, 1861：オキナワトカゲ：基亜種。沖縄諸島、トカラ列島に分布する。
- P. m. oshimensis (Thompson, 1912)：オオシマトカゲ：奄美諸島に分布する亜種。トカラ列島北部に生息する本種も、本亜種の可能性がある。悪石島、平島ではイタチにより絶滅。しかし、島間における体鱗数の違いなどから同一亜種としての分類に異論がある。

## 形態
全長19 - 20cm、頭胴長6 - 10cm。
地色は茶褐色で、背面の両側は暗褐色、腹面は淡褐色である。幼体の背面には金色の条が5本あり、尾は青い。基亜種オキナワトカゲの幼体の背面側面にある黒色の条線は、亜種オオシマよりも長く、尾の先まで達する。
体鱗数は基亜種オキナワトカゲ(P. m. marginatus)で26列であるが、亜種オオシマトカゲ(P. m. oshimensis)は個体や生息地により様々で24列、26列もしくは28列である。

## 生態
地上性で、草地、岩場、農耕地等、比較的開けた場所に生息する。基亜種オキナワトカゲでは林内では少ないが、亜種オオシマトカゲは山地にもいる。
食性は肉食性で地上性の無脊椎動物を捕食するが、飼育下では果物を採食することが観察されている。
同所的に別種のバーバートカゲが分布するが、バーバートカゲはスダジイ林などの林で好んで生活しており、棲み分けができていた。しかし、伐採により林が失われるとバーバートカゲが次第に減少し、より開けた環境を好む本種が増加する現象が見られる。バーバートカゲが分布しない島嶼においては、本種オキナワトカゲがバーバートカゲの色彩によく似る。

## 保全状況評価
イタチやマングースの捕食圧により、減少しているほか一部島嶼では絶滅しており、環境省レッドリストの準絶滅危惧種としてそれぞれの亜種が記載されている。
準絶滅危惧（NT）（環境省レッドリスト）